# Meseta de Borborema

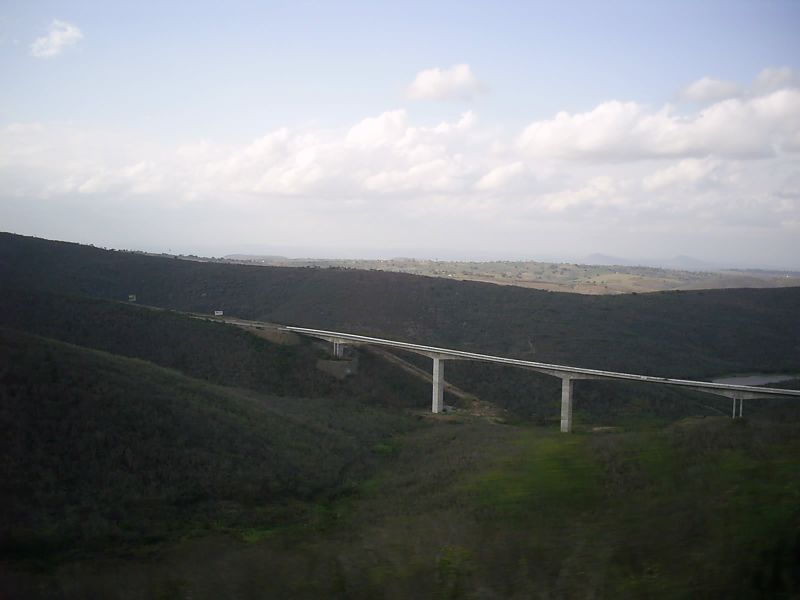
Puente de la BR-232, carretera que corta de este al oeste la meseta en el estado de Pernambuco.

El Altiplano de Borborema (portugués: Planalto da Borborema) es una meseta en el interior de la Región Nordeste de Brasil. Se sitúa entre los estados de Paraíba, Pernambuco, Río Grande del Norte y Alagoas.
Con una altitud media de 400 metros, pudiendo llegar a más de 1000 metros (como el Pico do Jabre, de 1.197 m y el Pico do Papagaio de 1.260 m) en sus puntos extremos (sierras), el Planalto está encrustado en el Agreste del Nordeste Oriental, extendiéndose de norte a sur y teniendo como frontera natural las planicies del litoral (región húmeda) y la depresión sertaneja (región semiárida). Constituye un área de transición entre la Mata Atlántica y la caatinga, teniendo vegetación variada, que va desde la caatinga propiamente hasta resquicios de mata atlántica y marjales en los puntos más altos de las sierras, como ocurre en la Mata de Goiamunduba de Paraíba. 
Con una amplitud térmica acentuada, que va de los 35 °C en el día a los 18 °C/20 °C en la noche, llegando a caer, en invierno, a 20 °C/25 °C en el día a 8 °C/12 °C en la noche, el Planalto da Borborema se constituye como una región de fuerte actividad turística, principalmente para los habitantes del área costera. 
En el Planalto da Borborema se localizan importantes ciudades, como Campina Grande (Paraíba), Caruaru y Garanhuns (Pernambuco) y Arapiraca (Alagoas).
- Datos: Q2740752
- Multimedia: Planalto da Borborema / Q2740752